# The Unforseen
The Unforseen er en amerikansk stumfilm fra 1917 af John B. O'Brien.

## Medvirkende
- Olive Tell som Margaret Fielding
- David Powell som Walter Maxwell
- Lionel Adams som Richard Haynes
- Fuller Mellish som Fielding
- Eileen Dennes som Ethel Fielding